# Пашпорин, Артём Александрович
Артём Александрович Пашпорин (род. 26 января 1993 года, Богородск, Россия) — российский профессиональный тайбоксер и кикбоксер.
Чемпион мира по версии W5 (2015), двукратный чемпион мира по версии GPRO (2016, 2022), интерконтинентальный чемпион по версии WKU (2018), чемпион организации S-1 (2018), чемпион Европы (WMC) (2018), пятикратный чемпион организации Senshi (2021, 2022)

## Биография
Артём Александрович Пашпорин родился 26 января 1993 года в городе Богородск Нижегородской области. Боевыми искусствами он хотел заниматься с детства. Ему хотелось стать дзюдоистом по примеру отца, но из-за отсутствия в городе тренеров в 11 лет пошёл в секцию карате. Вслед за тренером Максимом Виноградовым, участвовавшим в соревнованиях по тайскому боксу, обратился к этому виду боевых искусств, вскоре ставшему его специализацией.
Во время одного из поединков сильно рассёк сопернику голову, после чего, по созвучию с фамилией, получил прозвище «Шпора». В продолжение темы для профессионального ринга выбрал образ ковбоя.
Параллельно занятиям спортом учился в Нижегородском государственном техническом университете.
В 2015 году Артём Пашпорин завоевал Кубок России по тайскому боксу в категории до 71 кг. Летом 2015 года Артем вышел на поединок против живой легенды тайского бокса Буакхау По. Прамука, которому уступил решением судей по итогам трех раундов. В конце года в Вене в поединках с Александрэ Космо (Бразилия) и Крисом Нгимбе (Конго) завоевал титул чемпиона мира по версии W5. 
В 2016 году стал чемпионом мира по версии GPRO, в трёх раундах склонив к прекращению поединка Итая Гершона (Израиль).
В 2017 проиграл титул чемпиона мира по версии W5 легенде кикбоксинга Джорджо Петросяну, уступив ему по очкам в пятираундовом поединке.
2018 год Артем начал с победы нокаутом во втором раунде над Магнусом Андерссаном (Швеция) на турнире "Битва Чемпионов - 10", где он представлял Россию в разделе "тайский бокс".  В следующем бою Артем должен был встретится с Энриком Келем (Германия) на турнире АСВ КВ - 15, но бой не состоялся по непонятным для обеих сторон причинам. До конца этого года Артем смог завоевать еще три пояса. Интерконтинентального чемпиона по версии WKU, чемпиона организации S-1, чемпиона Европы по версии WMC. 2018 год стал самым "урожайным" в карьере Артема. За год он одержал 5 побед в 5 поединках и завоевал 4 пояса.
2019 год Артем начал с реванша с живой легендой тайского бокса и кикбоксинга Буакхау По. Прамука, в котором уступил по очкам. Бой был главным событием турнира All Star Fight, который прошел 9 марта в Бангкоке (Таиланд) под открытым небом на стадионе второй кавалерийской дивизии королевской гвардии. Следующий бой Шпора провел так же с представителем клуба Банчамек. Восьмого июля на арене академии РМК города Екатеринбург в рамках турнира Fair Fight IX Артему Пашпорину удалось одержать победу по итогам трех раундов над Йодвичей Банчамеком единогласным решением судей, однако, позднее организаторами турнира было принято решение аннулировать результат этого боя из-за критики общественности. 14 сентября Артем вернулся на турнир Кунлун Файт, чтобы побороться за звание интерконтинентального чемпиона в турнире-четверке. В первом бою россиянин одержал победу над Сонг Шаокуи из Китая, а в финале уступил раздельным решением представителю Беларуси Денису Зуеву. Закончить 2019 год Артем планировал на турнире Битва Чемпионов 11, на котором в главном бою он должен был побороться за титул интерконтинентального чемпиона по версии WMC, против Масуда Минаэйю из Ирана, но травма руки, полученная в первом бою турнира-четверки KLF не позволила Артему выйти на бой. Вместо него на бой вышел двукратный чемпион мира по тайскому боксу Магомед Зайнуков и завоевал звание интерконтинентального чемпиона по версии WMC.
2020 год стал очень тяжелым для всех профессиональных спортсменов, не исключением стали единоборцы. Первым и главным сюрпризом 2020 года стала пандемия из-за Covid-2019 из-за которой Артему в Kunlun Fight не смогли обеспечить количество боев, прописанное в контракте. В ряде других международных организаций произошли отмены и преносы турниров, на которых были достигнуты предварительные договоренности по боям для российской Шпоры. В этой ситуации команда Артема на коротком уведомлении соглашается на бой в организации Fair Fight. Приглашение на турнир пришло буквально за несколько дней до турнира, но Артем соглашается, поскольку понимает, что в условиях пандемии в этом году это может быть единственное предложение. В бою на Fair Fight Шпора уступает нокаутом во втором раунде, хотя до этого момента ведет поединок по очкам. После этого поражение Артем продолжает поддерживать форму. В августе он получает приглашение от организации KWU Union пройти международные сборы в Болгарии вместе с легендами кикбоксинга Петер Артс, Сэмми Схилт и Эрнесто Хост на международные сборы в Болгарии, после прохождения сборов Артему приходит предложение от организации Senshi принять участие в профессиональном бою в декабре против Дмитрия Глевки из Болгарии. Однако, позже из-за пандемии турнир переносится на февраль 2021 года. Тогда Артем решает принять участие в любительском Кубке России по тайскому боксу, на котором проводит 4 боя и во всех из них одерживает победу в доминирующей манере.

## Титулы и достижения
- 2022 Чемпион организации Senshi в весовой категории до 70 кг
- 2022 Чемпион мира по версии Gpro в весовой категории до 70 кг
- 2021 Четырехкратный чемпион организации Senshi в весовой категории до 70 кг
- 2020 Победитель Кубка России по тайскому боксу в весовой категории до 71 кг
- 2018 Чемпион Европы по версии WMC в весовой категории до 69,9 кг
- 2018 Чемпион организации S-1 в весовой категории до 71 кг
- 2018 Интерконтинентальный чемпион по версии WKU в весовой категории до 72 кг
- 2018 Победитель турнира "Битва Чемпионов - 10" в разделе "тайский бокс"
- 2016 Чемпион мира по версии Gpro в весовой категории до 71 кг
- 2015 Чемпион мира по версии W5 в весовой категории до 71 кг
- 2015 Победитель Кубка России по тайскому боксу в весовой категории до 71 кг

## Статистика профессиональных поединков
47 боев, 34 победы(5 нокаутом), 12 поражений(3 нокаутом), 1 бой  признан не состоявшимся
| Видео | Дата       | Результат        | Соперник             | Вес, кг | Статус боя                                                          | Событие                   | Место        | Решение                      | Раундов |
| 47    | 26.02.2022 | победа           | Алессио Малатесто    | 70      | бой за титул чемпиона Senshi                                        | Senshi 11                 | Варна        | Раздельное решение           | 4       |
| 46    | 27.01.2022 | победа           | Влад Власенко        | 70      | главный бой вечера за титул чемпиона мира по версии Gpro            | Gpro-Mineev               | Москва       | Единогласное решение         | 5       |
| 45    | 04.12.2021 | победа           | Алексис Ложуа        | 70      | бой за титул чемпиона Senshi                                        | Senshi 10                 | Варна        | Единогласное решение         | 3       |
| б/н   | 27.08.2021 | бой не состоялся | Юссеф Буганем        | 72,5    | Главный бой вечера                                                  | PSM Fight night           | Брюссель     | Бой не состоялся             | 5       |
| 44    | 10.07.2021 | победа           | Олег Цвик            | 70      | бой за титул чемпиона Senshi                                        | Senshi 9                  | Варна        | Единогласное решение         | 3       |
| 43    | 22.05.2021 | победа           | Фархад Ахмеджанов    | 70      | бой за титул чемпиона Senshi                                        | Senshi 8                  | София        | Единогласное решение         | 3       |
| 42    | 27.02.2021 | победа           | Дмитрий Глевка       | 70      | бой за титул чемпиона Senshi                                        | Senshi 7                  | София        | Нокаут в корпус              | 2       |
| 41    | 21.03.2020 | поражение        | Василий Семенов      | 70      | Соглавное событие nehybhf Fair Fight XI                             | Fair Fight XI             | Екатеринбург | Нокаут в голову              | 2       |
| 40    | 14.09.2019 | поражение        | Денис Зуев           | 70      | Титул интерконтинентального чемпиона KLF                            | Kunlun Fight 83           | Гуйчжоу      | Раздельное решение           | 3       |
| 39    | 14.09.2019 | победа           | Сонг Шаокиу          | 70      | 1/2 финала турнира четырех за звание интерконтинентального чемпиона | Kunlun Fight 83           | Гуйчжоу      | Единогласное решение         | 3       |
| 38    | 08.07.2019 | бой отменен      | Йодвича Банчамек     | 70      | Главный бой турнира                                                 | Fair Fight IX             | Екатеринбург | Победа единогласным решением | 3       |
| 37    | 09.03.2019 | поражение        | Буакау Банчамек      | 71      | Главный бой турнира                                                 | All Star fights           | Бангкок      | Единогласное решение         | 3       |
| 36    | 22.12.2018 | победа           | Айман Наянешь        | 69,9    | Титул чемпиона Европы WMC                                           | Фабрика муайтай           | Пермь        | Единогласное решение         | 5       |
| 35    | 04.11.2018 | победа           | Арби Эмиев           | 71      | Титул чемпиона организации S-1                                      | Рыцари ринга Подмосковья  | Рошаль       | Единогласное решение         | 5       |
| 34    | 05.08.2018 | победа           | Женг Жоу             | 70      | Резервный бой 1/8 чемпионата мира KLF                               | Kunlun Fight 75           | Санья        | Единогласное решение         | 4       |
| 33    | 13.05.2018 | победа           | Данил Винник         | 72      | Титул интерконтинентального чемпиона WKU                            | Prime Selection 2018      | Краснодар    | Раздельное решение           | 5       |
| 32    | 16.04.2018 | победа           | Магнус Андерссон     | 71      | Россия vs мир, раздел "тайский бокс"                                | Битва Чемпионов - 10      | Москва       | Нокаут (голова)              | 2       |
| 31    | 27.08.2017 | поражение        | Мохамед Мозоуари     | 70      | 1/8 чемпионата мира KLF                                             | Kunlun fight 65           | Циндао       | Лимит нокдаунов              | 1       |
| 30    | 10.06.2017 | поражение        | Супербон Бачамек     | 70      | супербой                                                            | Kunlun Fight 62           | Бангкок      | Единогласное решение         | 3       |
| 29    | 23.04.2017 | победа           | Джомтонг Чиваттана   | 70      | 1/16 чемпионата мира KLF                                            | Kunlun Fight 60           | Гуйчжоу      | Единогласное решение         | 3       |
| 28    | 23.04.2017 | победа           | Ёсиро Нагасима       | 70      | 1/32 чемпионата мира KLF                                            | Kunlun Fight 60           | Гуйчжоу      | Нокаут (голова)              | 2       |
| 27    | 18.02.2017 | поражение        | Джорджо Петросян     | 71      | Титул чемпиона мира W5                                              | Гран-при "КИТЭК"          | Москва       | Единогласное решение         | 5       |
| 26    | 20.03.2016 | победа           | Ли Жуангжуанг        | 70      | 1/16 чемпионата мира KLF                                            | Kunlun Fight 39           | Гуанчжоу     | Единогласное решение         | 3       |
| 25    | 20.03.2016 | победа           | Виктор Нагбе         | 70      | 1/32 чемпионата мира KLF                                            | Kunlun Fight 39           | Гуанчжоу     | Единогласным решением        | 3       |
| 24    | 05.03.2016 | победа           | Итай Гершон          | 71      | Титул чемпиона мира Gpro                                            | Grand Prix Russia Open 19 | Москва       | Отказ бойца                  | 3       |
| 23    | 05.12.2015 | победа           | Крис Нгимби          | 71      | Титул чемпиона мира W5                                              | W5 Grand Prix Vienna      | Вена         | Единогласным решением        | 3       |
| 22    | 05.12.2015 | победа           | Алешандре Космо      | 71      | 1/2 чемпионата мира W5                                              | W5 Grand Prix Vienna      | Вена         | Единогласным решением        | 3       |
| 21    | 01.07.2015 | поражение        | Буакау Банчамек      | 71      | Главный бой турнира                                                 | T-One                     | Пекин        | Единогласным решением        | 3       |
| 20    | 05.03.2015 | победа           | Турал Байрамов       | 71      | рейтинговый бой                                                     | Grand Prix Russia Open 16 | Москва       | Единогласным решением        | 3       |
| 19    | 16.11.2014 | поражение        | Ли Жуангжуанг        | 72,5    | резервный бой чемпионата мира KLF                                   | Kunlun Fight 13           | Хоххот       | Нокаут (корпус)              | 3       |
| 18    | 11.10.2014 | победа           | Петманконг Петсаман  | 70      | рейтинговый бой                                                     | K-1 World Max final       | Паттая       | Единогласное решение         | 3       |
| 17    | 05.10.2014 | поражение        | Виктор Нагбе         | 70      | 1/4 чемпионат мира KLF                                              | Kunlun Fight 11           | Макао        | Раздельное решение           | 3       |
| 16    | 27.07.2014 | победа           | Ли Зикай             | 70      | 1/8 чемпионата мира KLF                                             | Kunlun Fight 7            | Хэнань       | Единогласное решение         | 3       |
| 15    | 22.05.2014 | поражение        | Андрей Кулебин       | 67      | Титул чемпиона мира IPCC                                            | Grand Prix Russia Open 14 | Н.Новгород   | Единогласное решение         | 4       |
| 14    | 22.05.2014 | победа           | Сергей Куляба        | 67      | 1/2 чемпионата мира IPCC                                            | Grand Prix Russia Open 14 | Н.Новгород   | Единогласное решение         | 3       |
| 13    | 22.12.2013 | победа           | Оганес Сафарян       | 66      | 1/4 чемпионата мира W5                                              | W5 Grand Prix Orel 23     | Москва       | Единогласное решение         | 3       |
| 12    | 16.11.2013 | победа           | Саша Йованович       | 66      | 1/8 чемпионата мира W5                                              | W5 Grand Prix Orel 22     | Орел         | Единогласное решение         | 3       |
| 11    | 03.10.2013 | победа           | Иван Бабаченко       | 71      | супербой GPRO                                                       | Grand Prix Russia Open 13 | Н.Новгород   | Нокаут (корпус)              | 4       |
| 10    | 29.05.2013 | победа           | Сурачай Сосом        | 70      | резервный бой чемпионата Gpro                                       | Grand Prix Russia Open 12 | Н.Новгород   | Единогласное решение         | 3       |
| 9     | 24.04.2013 | победа           | Рассул Качекаев      | 66      | 1/16 чемпионата мира W5                                             | W5 Grand Prix Orel 21     | Орел         | Раздельное решение           | 3       |
| 8     | 06.04.2013 | поражение        | Сергей Адамчук       | 70      | супербой                                                            | Grand Prix Russia Open 11 | Москва       | Раздельное решение           | 3       |
| 7     | 29.11.2012 | поражение        | Юрий Жуковский       | 65      | 1/2 чемпионата мира W5                                              | W5 FIGHTER MILK MOSCOW 17 | Москва       | Единогласное решение         | 3       |
| 6     | 11.10.2012 | победа           | Богдан Погорелов     | 65      | 1/4 чемпионата мира W5                                              | W5 FIGHTER MILK MOSCOW 15 | Москва       | Единогласное решение         | 4       |
| 5     | 19.04.2012 | победа           | Азынбек Уулу Байлдла | 65      | 1/8 чемпионата мира W5                                              | W5 FIGHTER MILK MOSCOW 12 | Москва       | Единогласное решение         | 3       |
| 4     | 11.11.2011 | победа           | Дмитрий Шиловский    | 66,7    | рейтинговый бой (тайский бокс)                                      | Кубок Короны 6            | Москва       | Единогласное решение         | 3       |
| 3     | 28.10.2011 | победа           | Рамиль Наврузов      | 66,7    | рейтинговый бой (тайский бокс)                                      | Кубок Короны 4            | Москва       | Единогласное решение         | 3       |
| 2     | 02.09.2011 | победа           | Алексей Фролов       | 66,7    | рейтинговый бой (тайский бокс)                                      | Muaythai Prof 11          | Н.Новгород   | Единогласное решение         | 3       |
| 1     | 08.08.2009 | победа           | Артем Косичкин       | 66,7    | рейтинговый бой (тайский бокс)                                      | Muaythai Prof 5           | Н.Новгород   | Единогласное решение         | 3       |
| ----- | ---------- | ---------------- | -------------------- | ------- | ------------------------------------------------------------------- | ------------------------- | ------------ | ---------------------------- | ------- |